# Abstraction-Création
Abstraction-Création var et løst kunstnerkollektiv i Paris i begyndelsen af 1930'erne (1931-1936). Blandt grundlæggerne var Auguste Herbin (en), Georges Vantongerloo (en) og Theo van Doesburg. Af andre medlemmer kan nævnes Wassily Kandinsky, Piet Mondrian, Robert Delaunay og Kurt Schwitters. 
Grupperingen endte med at tælle adskillige hundrede medlemmer, og dens indflydelse fortsatte også efter dens opløsning, især i Schweiz. 
Der blev også udgivet et tidsskrift der i 1945 fik navnet Réalités Nouvelles.
En 'salon' "R-26" blev dannet som en fortsættelse af Abstraction-Création
| - Værker af Georges Vantongerloo - "Kvinde i interiør", 1916. Vrouw in een interieur (nederlandsk/hollandsk) Af Georges Vantongerloo (en) - Kubistisk emblem for "Salon R-26 (en)" Cubist shield of R-26 (R-26 - Foundation) Af Georges Vantongerloo, jan. 1930 |